# Thuốc giảm đau không opioid
Các thuốc giảm đau không opioid đều có tác dụng chống viêm (ngoại trừ paracetamol), hoạt động bằng cách ức chế quá trình sinh hóa gây ra đau nhức. Tên này được dùng để phân biệt với nhóm thuốc Opioid có tác dụng giảm đau qua tác động với thụ thể Opioid. Đa số thuốc giảm đau không opioid là thuốc giảm đau ngoại vi; trái ngược với các opioid, có tác dụng tới hệ thần kinh trung ương.
Các thuốc giảm đau không có thuốc phiện còn có tác dụng hạ sốt, paracetamol thường được chọn đầu tiên.

## Cơ chế tác dụng
Các thuốc giảm đau không opioid tác động không thống nhất. Đa số tác động thông qua ức chế enzym cyclooxygenase (COX) và do đó ngăn cản sự sản xuất hormon prostaglandin gây ra viêm và đau nhức.

## Phân loại
- Nhóm Salicylat: Acetylsalicylsäure (Aspirin); Paracetamol và các thuốc chống viêm không steroid (NSAID) khác.

## Áp dụng
- Được dùng trong các bệnh viêm khớp mạn (viêm khớp dạng thấp) nhưng thuốc không làm thay đổi được quá trình diễn biến của bệnh. Do vậy, phải dùng thêm các loại Thuốc chống thấp khớp tác dụng chậm làm biến đổi bệnh gọi tắt là DMARD (disease-modifying anti rheumatismal drug).
- Đau và viêm của đợt cấp bệnh gút được điều trị bằng một thuốc NSAID hoặc colchicin.